# 加賀屋新田会所
加賀屋新田会所（かがやしんでんかいしょ）は、大阪府大阪市住之江区南加賀屋に所在した、かつての新田の経営拠点となった屋敷（会所）。屋敷跡が市から史跡に指定され、複数の建物が有形文化財に指定されている。

## 沿革
1707年の大和川の付け替え工事によって、その新たな河口部分に土砂が堆積し、干潟が形成された。この地を干拓する新田開発を財力ある商人が請け負うことになる。その一人、加賀屋甚兵衛は1680年 (延宝8年) 、現在の富田林市に生まれ、淡路町 (現在の大阪市中央区) の両替商・加賀屋に奉公し、35歳で独立、1723年 (享保8年) から新田開発に携わった。後に両替商を廃業し、新田開発に専念。1754年 (宝暦4年) に代官の検地を受け、「加賀屋新田」と名付けられた。その経営拠点として当会所が建設され、敷地面積は4,822m2 (約1,500坪) 。会所としては役割を終え、「加賀屋緑地」として公開されている。

## 建物・文化財・史跡
当会所は商家の別宅であり、かつ文人墨客が集まるサロンの位置付けであったため、芸術性の高い建築物や庭園が建造された。2001年 (平成13年) 12月21日、大阪市から有形文化財、史跡に指定された。
- 茶室　鳳鳴亭 - 木造平屋建、高床式の舞台造で池に迫り出している。建築部材の墨書から1815年 (文化12年) 以前の建築と推定される。茶席、広間、水屋を備えた数寄屋風建築物で居宅、土蔵に連続。大徳寺貫主の自筆による「鳳鳴亭」の額が掲示されている。書院に向かって渡り廊下が続き、幅70から90cmの松の巾広板を使用。居宅には竈や井戸が復元されている。
- 旧書院・玄関 – 1754年建築。八畳の座敷、六畳の次の間、玄関で構成される。八畳・六畳各間を仕切る山水の襖絵は「雪舟4代目」を称した雲谷等益の作。また、大阪朝日新聞主筆・西村天囚が当会所を「愉園」と名付けたのに因み、1914年 (大正3年) に清朝末期の教育者・羅振玉が揮毫した額が掲げられている。なお西村は「天声人語」の名付け親でもある。玄関は東の冠木門から続き、式台はかつて代官が駕籠を横付けして出入りしたと伝承される。玄関横の天井に使用された杉の一枚板、北側の梁の長尺物の丸太、桐の透かし彫りの欄間など、各所に技法を凝らす。
- 庭園 – 作庭家・小堀遠州風の築山林泉回遊式庭園を敷地西側に配置。複雑な汀線を持つ心字形の池、池の北端に架かる木橋、平屋の四阿（あずまや）、待屋が構築されている。またシダレウメ、ソテツ、センダン、モミジ、イチョウ等30種類を超える植栽に彩られている。

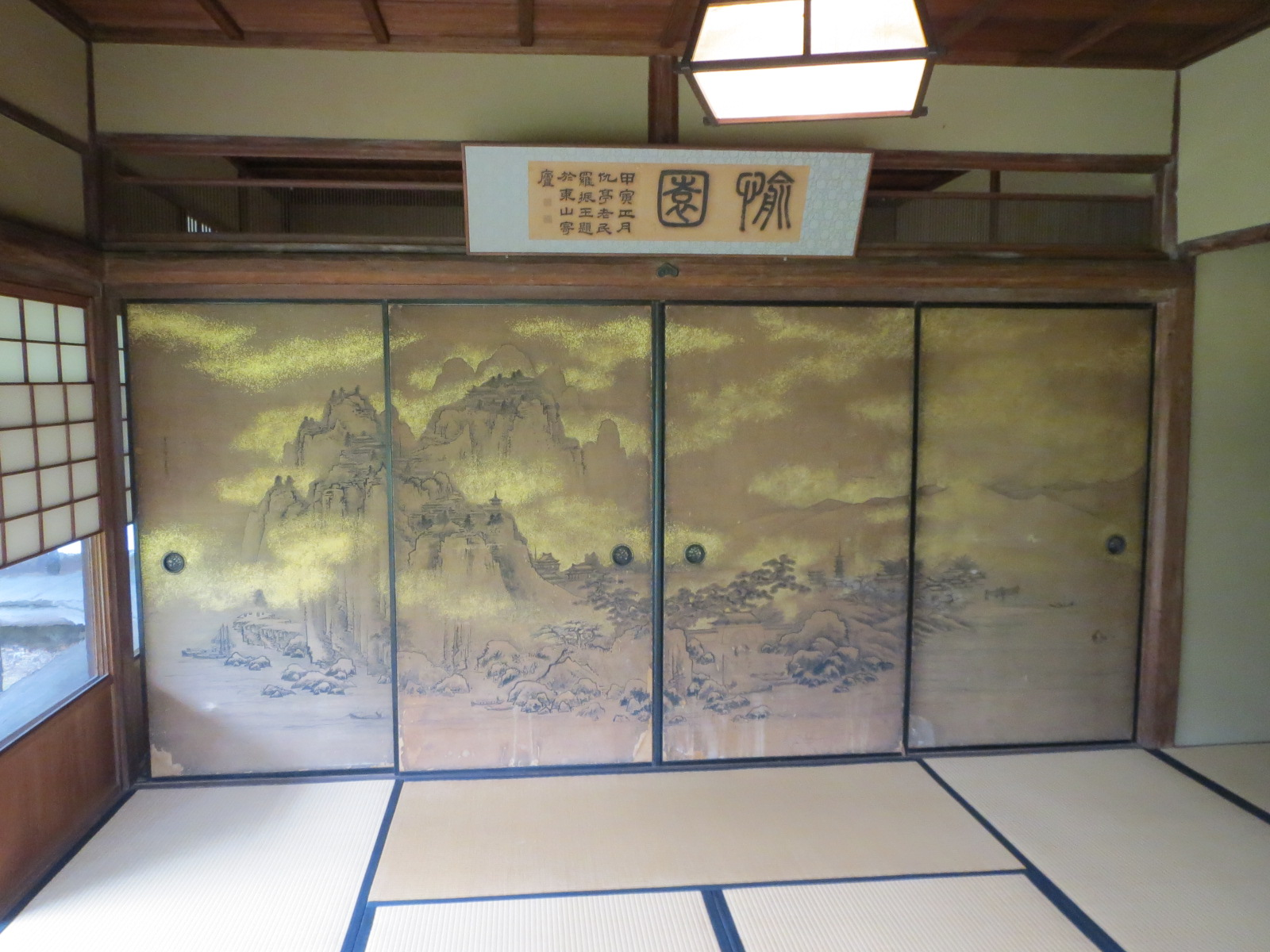
書院内の襖絵
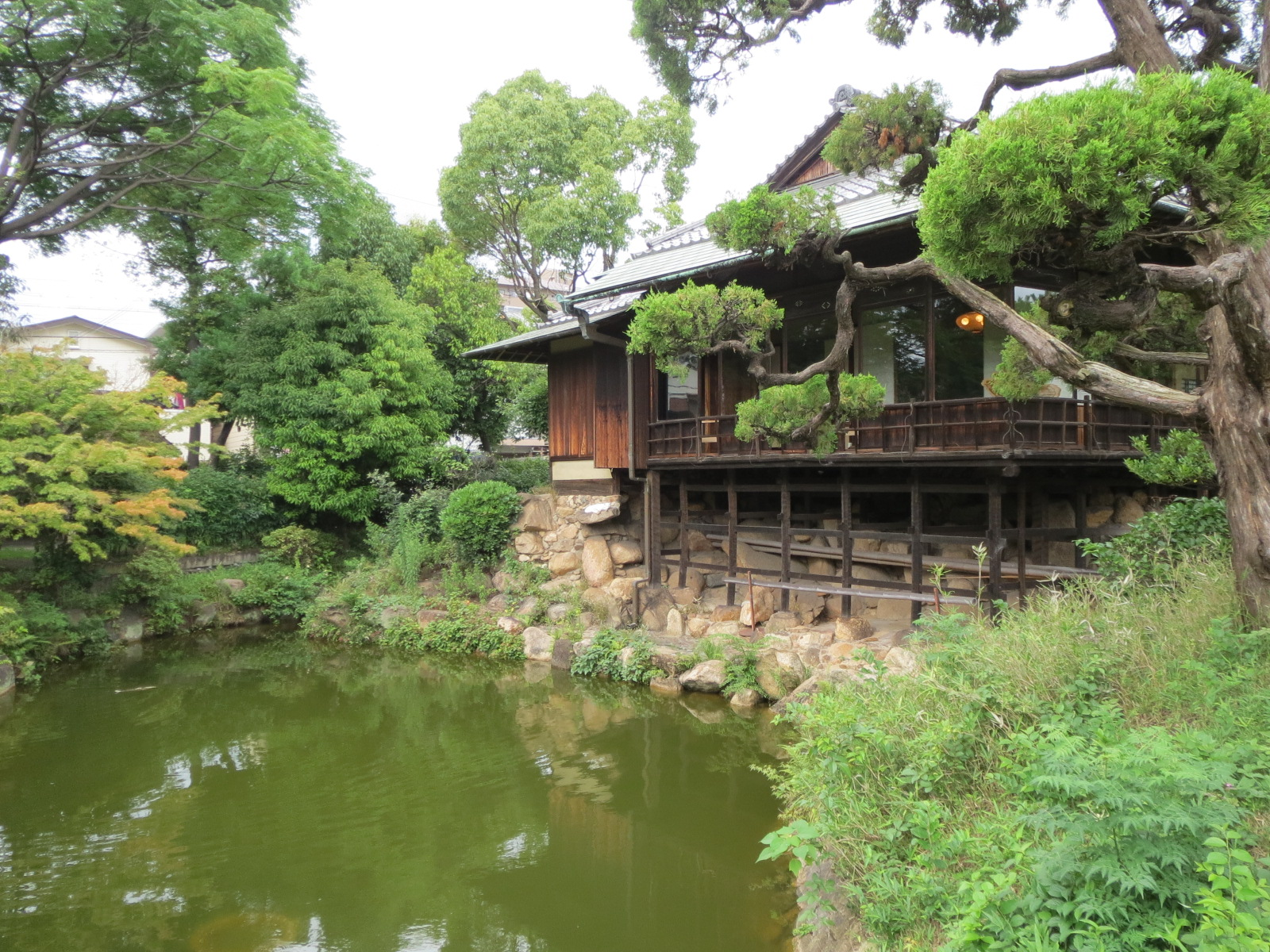
庭園と池
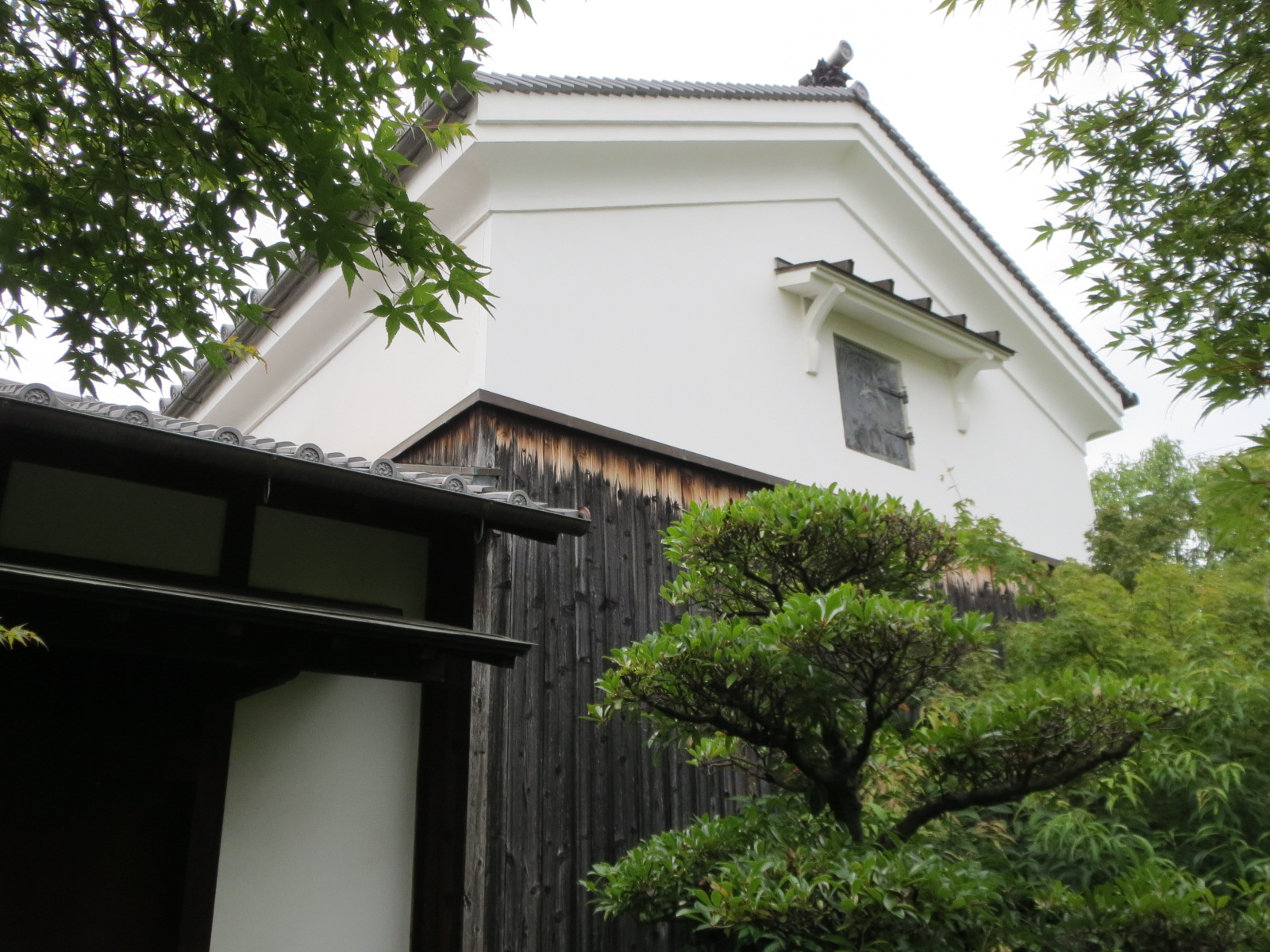
土蔵
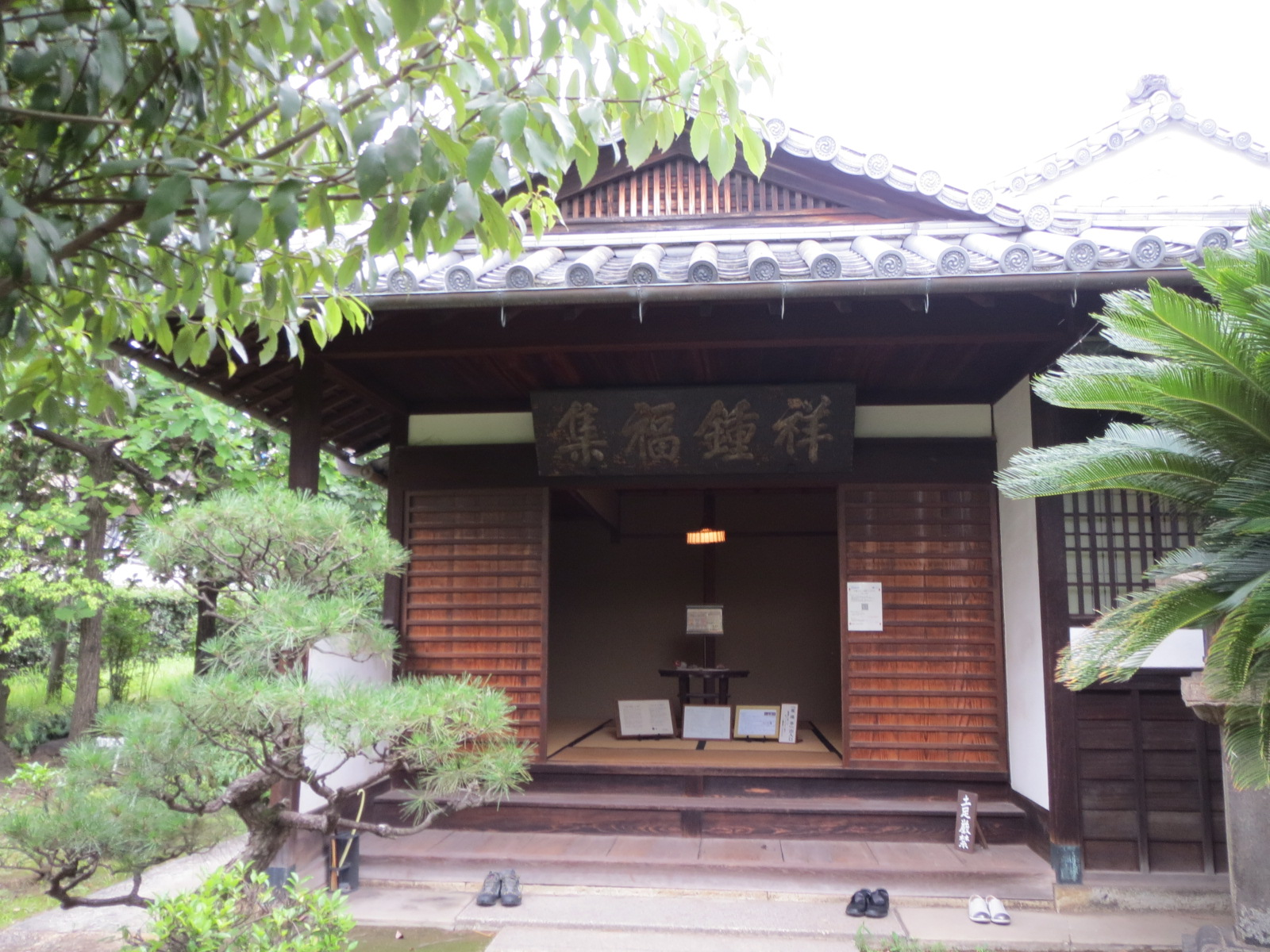
玄関

## 現地情報

### 住所
- 大阪府大阪市住之江区南加賀屋4-8-7

### 交通アクセス
- 大阪メトロ四つ橋線住之江公園駅より徒歩15分
- 大阪シティバス・南加賀屋四丁目より徒歩5分

### 営業情報
- 入園料 – 無料
- 開園時間 – 10:00～16:30
- 休園日 - 毎週月曜日（休日の場合は翌日）、年末年始